# Очаків
Оча́ків (давніше Ачі-Кале, крим. Qara Kermen) — місто в Україні, адміністративний центр Очаківської міської громади Миколаївського району Миколаївської області. На березень 2025 року в місті проживає близько 8 тисяч осіб.

## Географія
Місто Очаків розташоване на північному березі Дніпровсько-Бузького лиману, за 59 км на південний захід від Миколаєва (автошляхом Т 1513) та за 35 км від автошляху міжнародного значення М14E58 Одеса — Мелітополь — Новоазовськ (за 67 км на схід від Одеси). Загальна площа міста — 1249 га.

## Етимологія
Назва міста походить від турецької назви міста Ачі-Кале тур. Özi (Фортеця Озі) (джерела перекладають її як «фортеця біля моря» або «фортеця на проході»). В українській транскрипції воно з часом одержало звучання приблизно як "Ачаков чи «Очаків», звідси й походить сучасна назва міста.

## Природні умови
З квітня по жовтень 150—160 сонячних днів, середня температура повітря в цей період становить +25,7 °C. Пік температури доводиться на червень-серпень +32,6 °C. Протягом року постійно вітряно, середньорічна сила вітру 6,5—8,4 м/с. Температура води в теплий період +24—26 °С.

## Історія
Очаків розташований на узбережжі Чорного моря, біля гирла Дніпра, неподалік від місця розташування стародавньої мілетської колонії Ольвія (VII століття до н. е.) і грецької колонії Алектор (I—III століття н. е.).
За часів Київської Русі та Великого князівства Литовського місто мало назву Дашів. Великий князь Литовський Вітовт (1392—1430) сприяв побудові у 1415 році Дашівського замку (фортеці) поблизу гирла Дніпра для захисту від татарських набігів, яке вперше згадується у договорі між правителями Великого князівства Литовського (князем Свидригайлом) та Польщі (королем Владиславом II Ягайло) у 1431 році.
У 1480-ті роки Дашів було окуповане кримськими татарами.
Ймовірно, сучасне місто Очаків було засноване у 1492 році кримським ханом Менґлі-Ґераєм, на місці литовської Дашівської фортеці: у листі своєму васалу , великому князю московському Івану III , Менґлі-Ґерай повідомляв про намір побудувати місто на Дніпрі — Очаків (просив для цього грошей[джерело?], які згодом Іван III надав). Звістка ця датується початком літа 1492 року. З кінця XV століття фортеця мала назву Кара-Кермен (з крим. Qara Kermen — «чорна фортеця»), або за назвою річки — Узу-Кале. Згодом, на початку XVI століття, татари підпали під владу Османської імперії, і фортеця отримала назву на турецький лад Ачі-Кале (Аче-Кале; фортеця біля виходу у відкрите море). З часом ця назва в українській мові трансформувалася прононсом в Очаків.
У 1493 році черкаські козаки під проводом князя Богдана Глинського, старости міста Черкаси, захопили щойно збудовану кримськими татарами фортецю. У 1502 році приступом захопили турки. У 1523 році Очаків спалили козаки Остафія Дашковича, який його неодноразово атакував разом із Предславом Лянцкоронським.
У 1526 році фортеця перейшла у володіння османів (Сілістра). До кінця XVII століття околиці Очакова неодноразово атакували козаки, війська подільських старост. У бою під містом 1529 року в полон потрапив Юрій Язловецький. 20 вересня 1545 року війська під командуванням брацлавського й володимирського старости князя Федора Санґушка, теребовлянського старости Бернарда Претвича, черкаського — князя Андрія Пронського штурмували Очаків. 1568 року війська під командуванням серадзького воєводи Альбрехта Ласького заволоділи Очаковом, але повернулися з труднощами, переслідувані татарами.

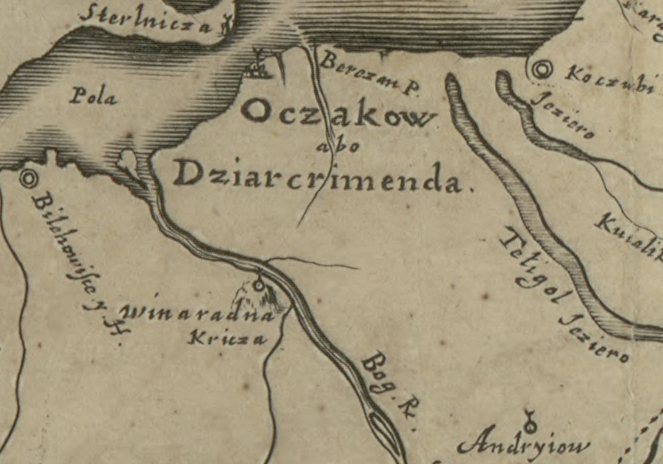
Очаків на Генеральній карті України (1648) Ґійома Левасера де Боплана

У 1626 році, за правління султана Мурада IV фортецю було значно розширено: зведено кам'яну стіну, яка з'єднала між собою стару цитадель із двома фортами Пияле-паші й Хасан-паші. На той час у фортеці османи тримали десятитисячне військо. 1669 року Військо Запорозьке, очолюване кошовим отаманом Іваном Сірко, зруйнувало фортецю й звільнили 7 тисяч полонених. З історією Очакова пов'язане ім'я козацького ватажка Семена Палія — керівника вдалого набігу на Очаків запорожців 1690 року.
Російська імперія розглядала Очаків як стратегічний форпост на північному узбережжі Чорного моря. Війська фельдмаршала Бургарда-Крістофа Мініха у 1737 році здійснили облогу й захопили місто, але рік потому змушені були покинути його — за умовами Белградського
мирного угоди 1739 року Очаків залишився за Османською імперією. Після російсько-османської війни 1735—1739 року Очаків став головною базою турецького флоту на північних берегах Чорного моря.

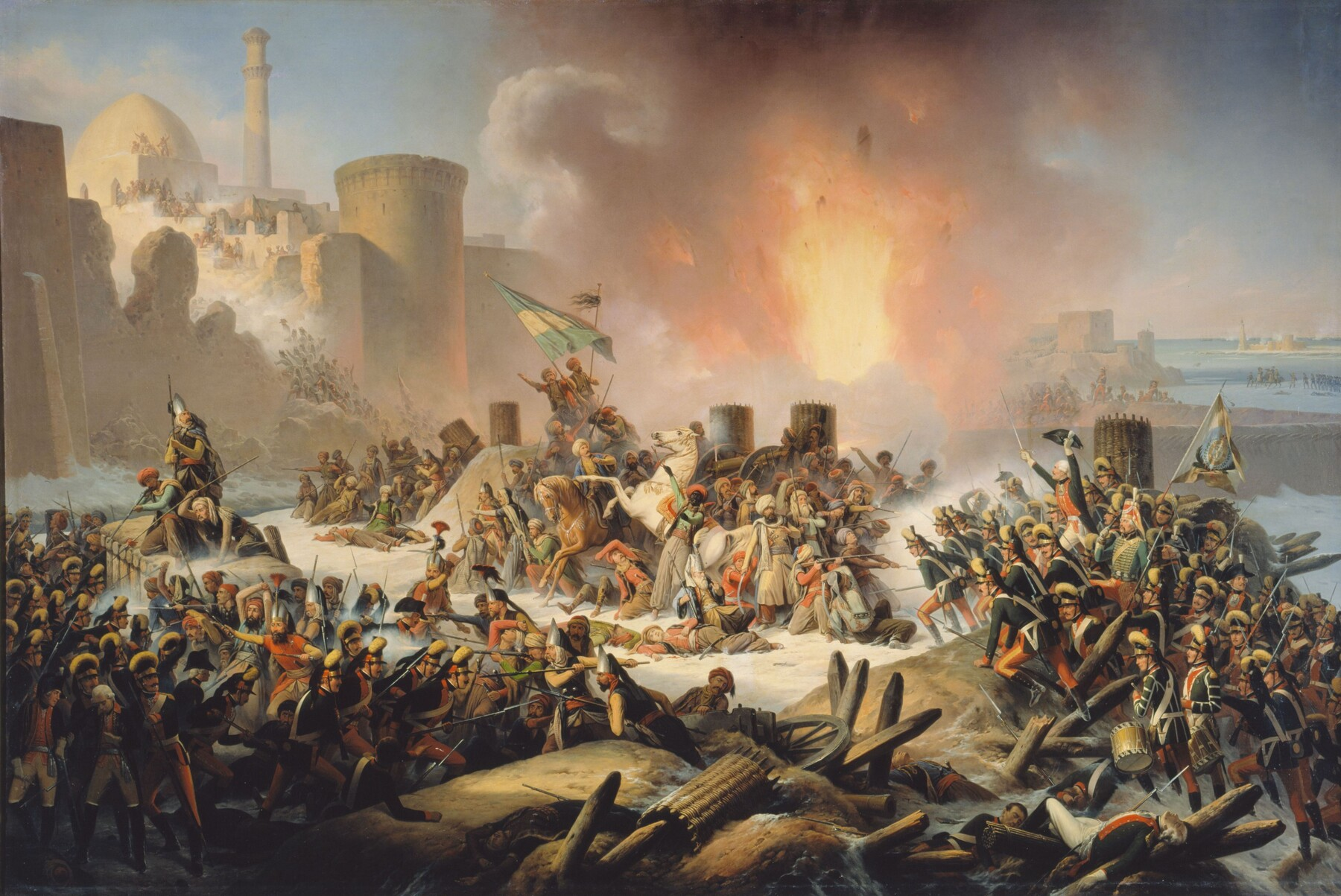
Штурм Очакова 6 грудня 1788 року (картина Януарія Суходольського)

Остаточно Очаків був захоплений 6 грудня 1788 року, коли Чорноморське козацтво під орудою кошового отамана Сидора Білого за сприянням війська під командуванням князя Григорія Потьомкіна штурмом захопили фортецю. Цьому передувала перемога Олександра Суворова, що під його орудою діяли козаки отамана Антона Головатого, звитяга яких прискорила перемогу російської імперії у війні, коли козаки з меншими силами знищили турецький десант, який 1 серпня 1787 року висадився на Кінбурнській косі. У битвах при форті Кінбурн, у Дніпровсько-Бузькому лимані, при облозі й штурмі Очакова своєю безстрашністю й героїзмом відзначилися загони козаків Чорноморського війська, очолювані кошовим отаманом Сидором Білим, а після його загибелі — Захаром Чепігою. Загальна кількість Чорноморського козацтва під час здобуття фортеці Очаків та оборони Кінбурнської фортеці сягала 20 000 осіб.

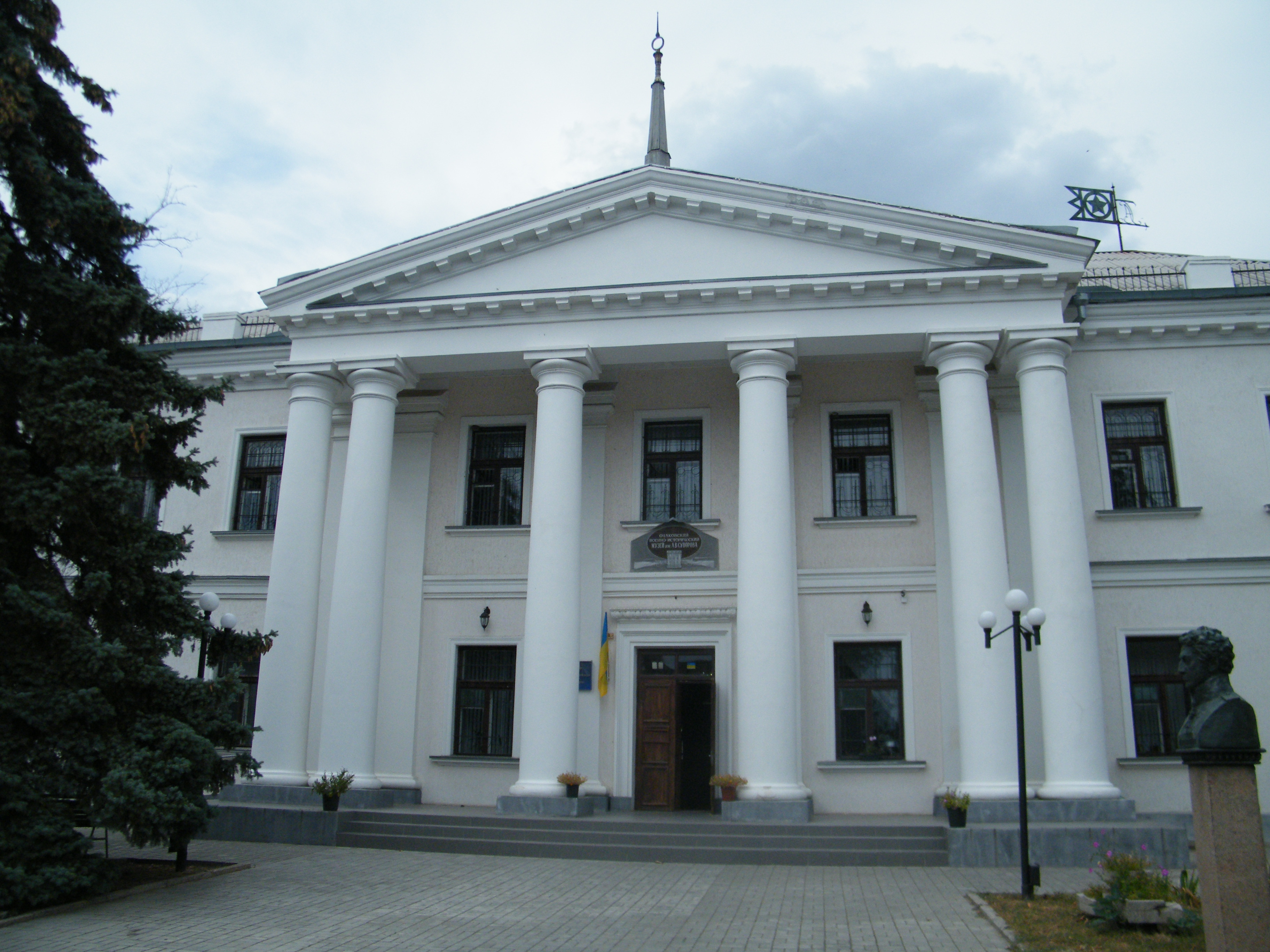
Очаківський військово-історичний музей

У 1792 році на місці зруйнованої турецької фортеці було закладено місто Очаків, яке стало портовим містом, губернським центром тодішньої Новоросії, району, що охоплював землі на північ від морського узбережжя між річками Південний Буг та Дністер. Перший православний храм Очакова на честь Святого Миколи Чудотворця був переробленою турецькою мечеттю, над якою надбудували дерев'яний купол, а з часом прибудували кам'яний вівтар.

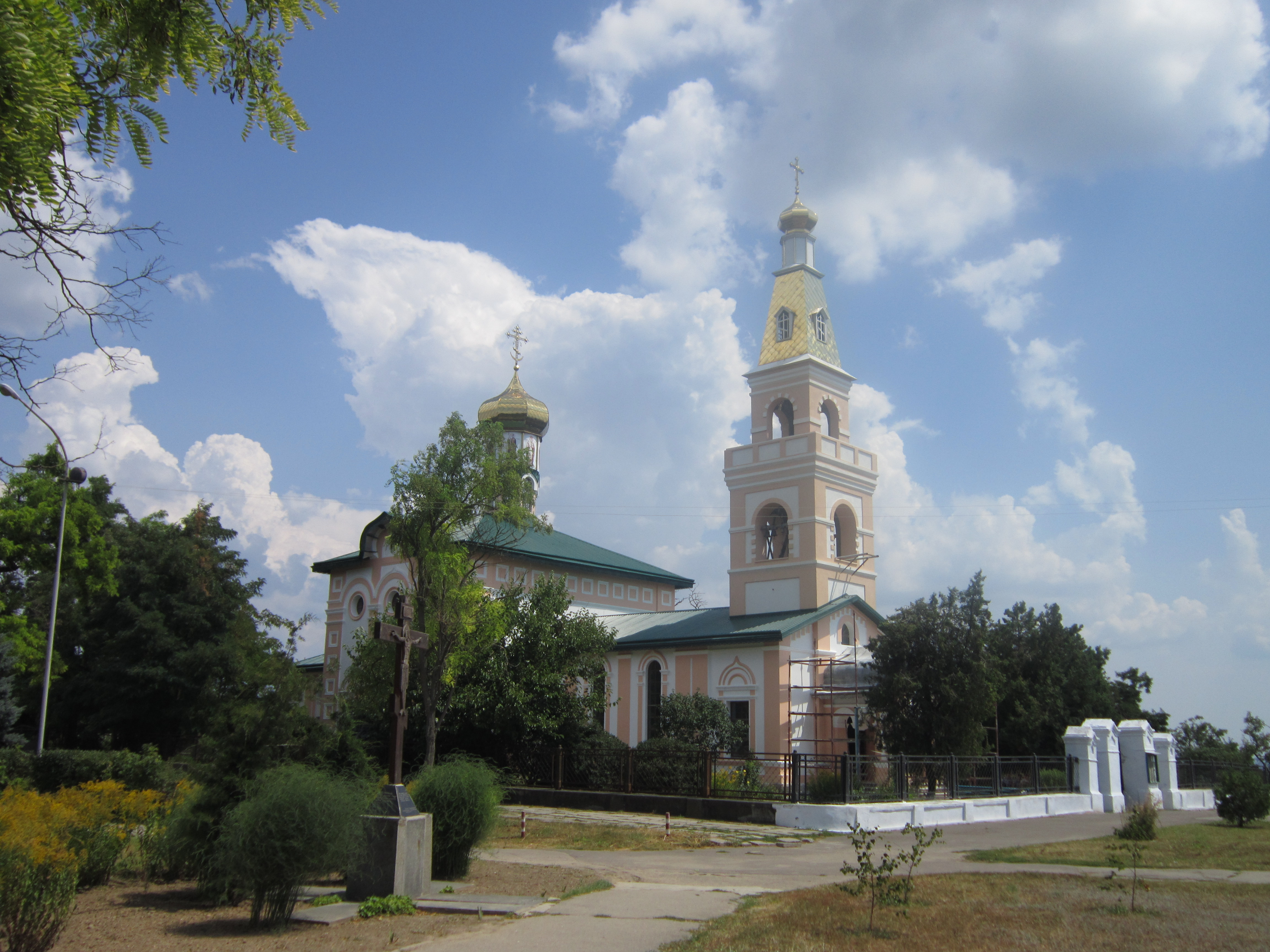
Свято-Миколаївський собор (колишня мечеть)

У 1794 року був розроблений проєкт будівництва в Очакові найпотужнішого морського порту Російської імперії на Чорному морі, але зі стрімким зростанням заснованої у 1794 році Одеси значення Очакова як торгового порту поступово було втрачено. 1859 року у заштатному місті Одеського повіту Херсонської губернії, мешкало 4823 особи (2427 осіб чоловічої статі та 2396 — жіночої), налічувалось 676 домогосподарств, існувала православна церква, єврейська синагога й молитовна школа, парафіальне училище, лікарня, поштова станція, купецька гавань, 32 млини.
Під час Першої світової війни на укріплення Очакова й Кінбурна покладалося прикриття Дніпровсько-Бузького лиману з моря.
У листопаді 1917 — січні 1918 року Очаків перебував у складі Української Народної Республіки.
У радянські часи з 1928 по 1937 роки під керівництвом генерал-лейтенанта інженерних військ Дмитра Карбишева в Очакові було побудовано низку військових об'єктів: військовий порт, аеродром «Очаків», гідроаеродром «Каборга», у військову інфраструктуру було включено фортифікаційну гідротехнічну споруду на острові Первомайський.
Під час організованого радянською владою Голодомору 1932—1933 років померло щонайменше 160 жителів міста.
У 1938 році Очакову надано статус міста, з включенням у міську смугу населених пунктів Очаківської селищної ради та Чижиківської сільської ради.
У 1980-х роках розпочалося будівництво Дніпровсько-Бузького каналу: насипано східну гідротехнічну споруду (площею 27 га), що викликало численні протести громадян, побудовано порт, виконано упорядкування узбережжя, побудовано Східна промислова зона.

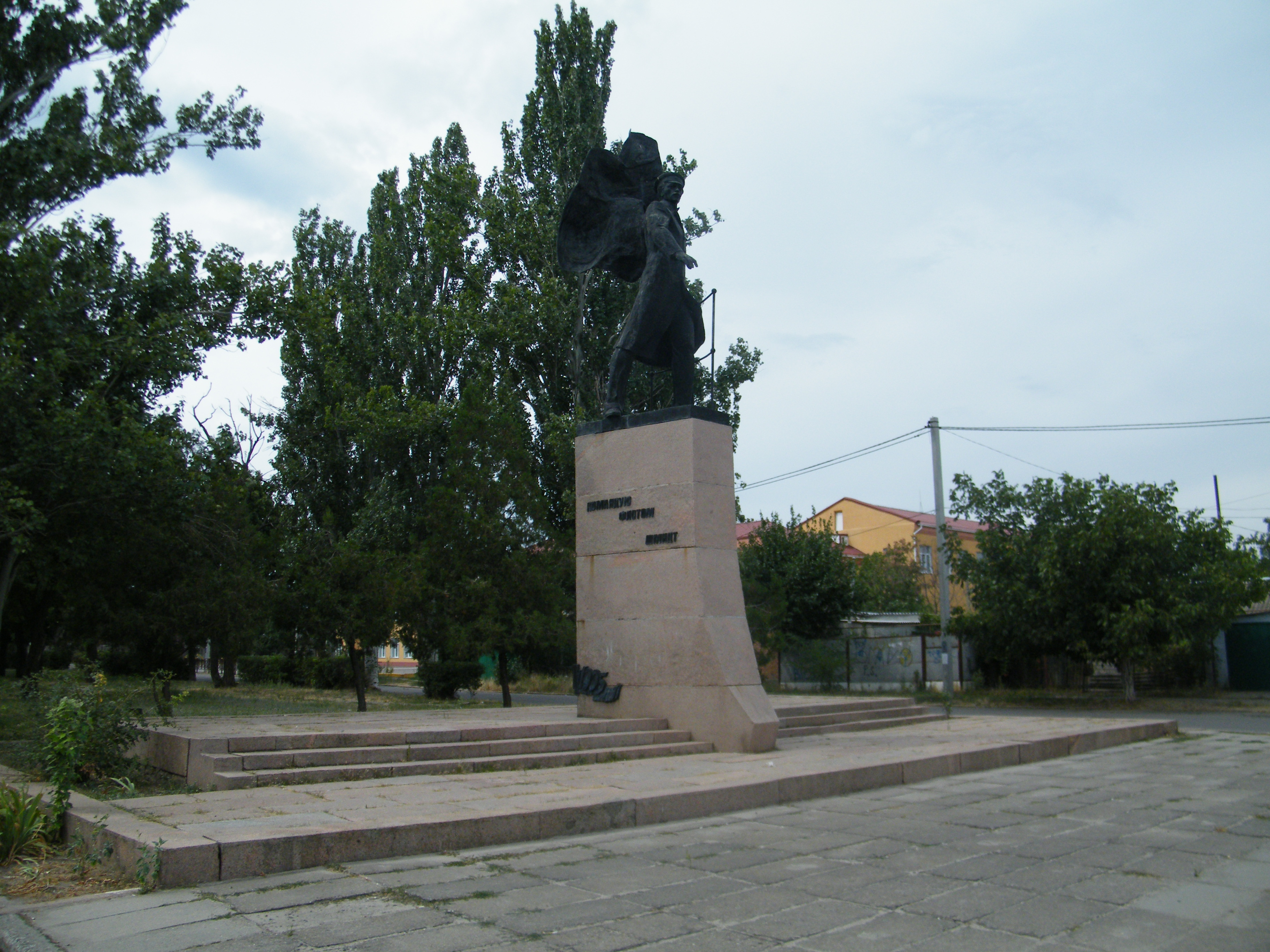
Пам'ятник Петру Шмідту
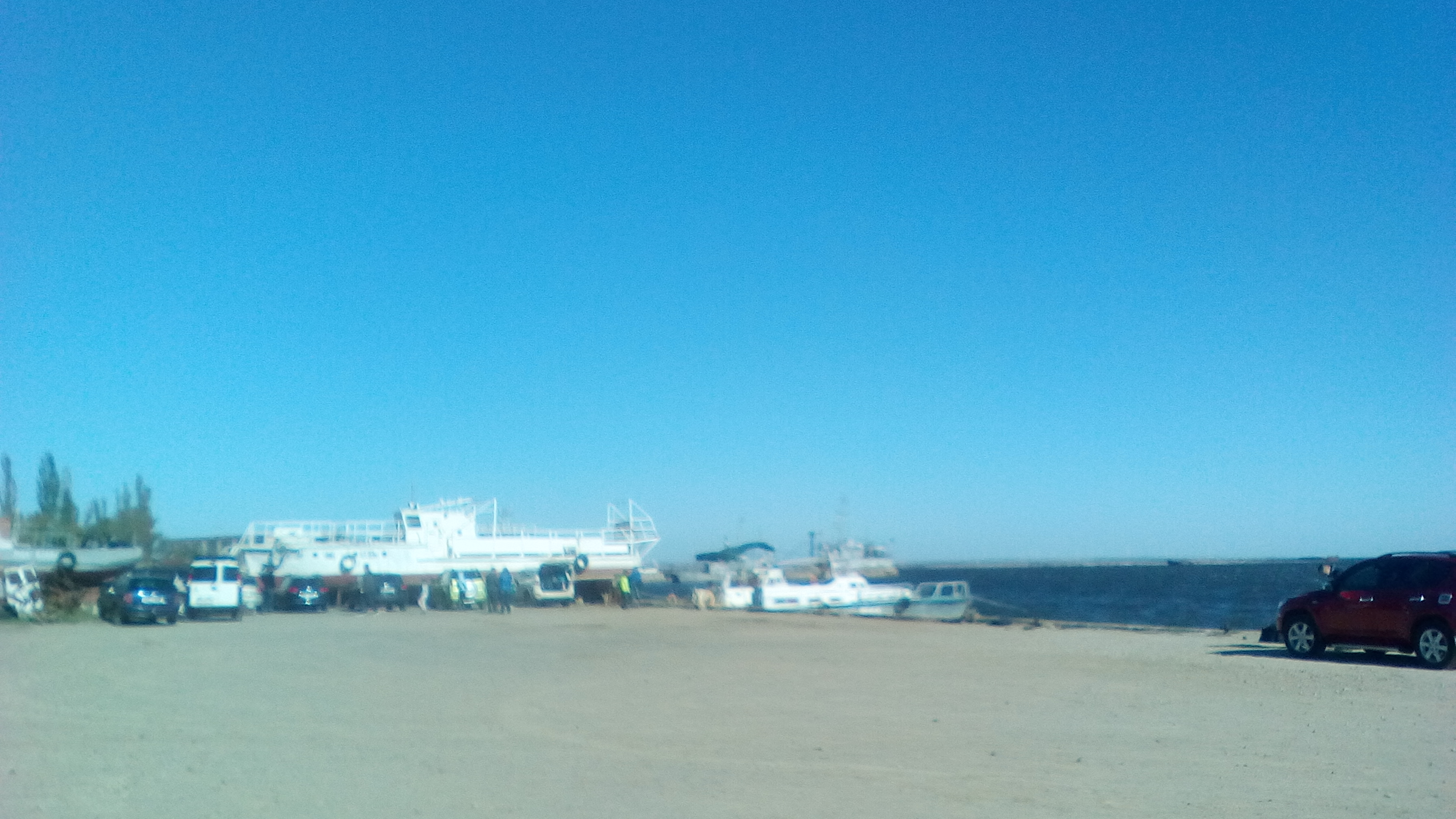
Один з очаківських причалів

За часів Незалежної України військові також розбудовували укріплення. Попри те, що Очаків тривалий час був курортним містом, крім туристичних баз, тут були й військові бази. Саме вони стали першими об'єктами російських обстрілів у лютому 2022 року в ході російського вторгнення в Україну. Тоді був зруйнований військовий навчальний центр, не обійшлося і без загиблих.
24 лютого 2022 року в Очакові під час ракетного обстрілу загинув Кіш Шандор.
4 вересня 2022 року в Очакові російські окупанти завдали ракетного удару в елеватор, в результаті чого було знищено декілька тисяч тонн зерна та пошкоджені приватні будинки.
9 січня 2023 року російські окупанти влучили у склад старих боєприпасів. Вибуховою хвилєю було пошкоджено понад 5000 з 7500 зареєстрованих домоволодінь, не рахуючи критичної інфраструктури, комерційних підприємств. Через потужний вибух загинув трирічний Ростислав Присяжний.

## Населення

### Мовний склад
Рідна мова населення за даними перепису 1897 року:
| Мова       | Чисельність, осіб | Доля     |
| ---------- | ----------------- | -------- |
| Українська | 5 204             | 48,25 %  |
| Російська  | 3 508             | 32,52 %  |
| Їдиш       | 1 430             | 13,26 %  |
| Польська   | 433               | 4,01 %   |
| Інші       | 211               | 1,96 %   |
| Разом      | 10 786            | 100,00 % |

### Національний склад
Розподіл населення за національністю за даними перепису 2001 року:
| Національність  | Відсоток |
| --------------- | -------- |
| українці        | 78.19 %  |
| росіяни         | 18.38 %  |
| білоруси        | 0.88 %   |
| молдовани       | 0.56 %   |
| вірмени         | 0.33 %   |
| болгари         | 0.19 %   |
| поляки          | 0.18 %   |
| татари          | 0.14 %   |
| євреї           | 0.13 %   |
| інші/не вказали | 1.02 %   |

### Мова
Розподіл населення за рідною мовою за даними перепису 2001 року:
| Мова            | Кількість | Відсоток |
| --------------- | --------- | -------- |
| українська      | 12030     | 70.31 %  |
| російська       | 4875      | 28.49 %  |
| вірменська      | 42        | 0.25 %   |
| білоруська      | 41        | 0.24 %   |
| румунська       | 38        | 0.22 %   |
| гагаузька       | 11        | 0.06 %   |
| інші/не вказали | 72        | 0.43 %   |
| Усього          | 17109     | 100 %    |

## Пам'ятки

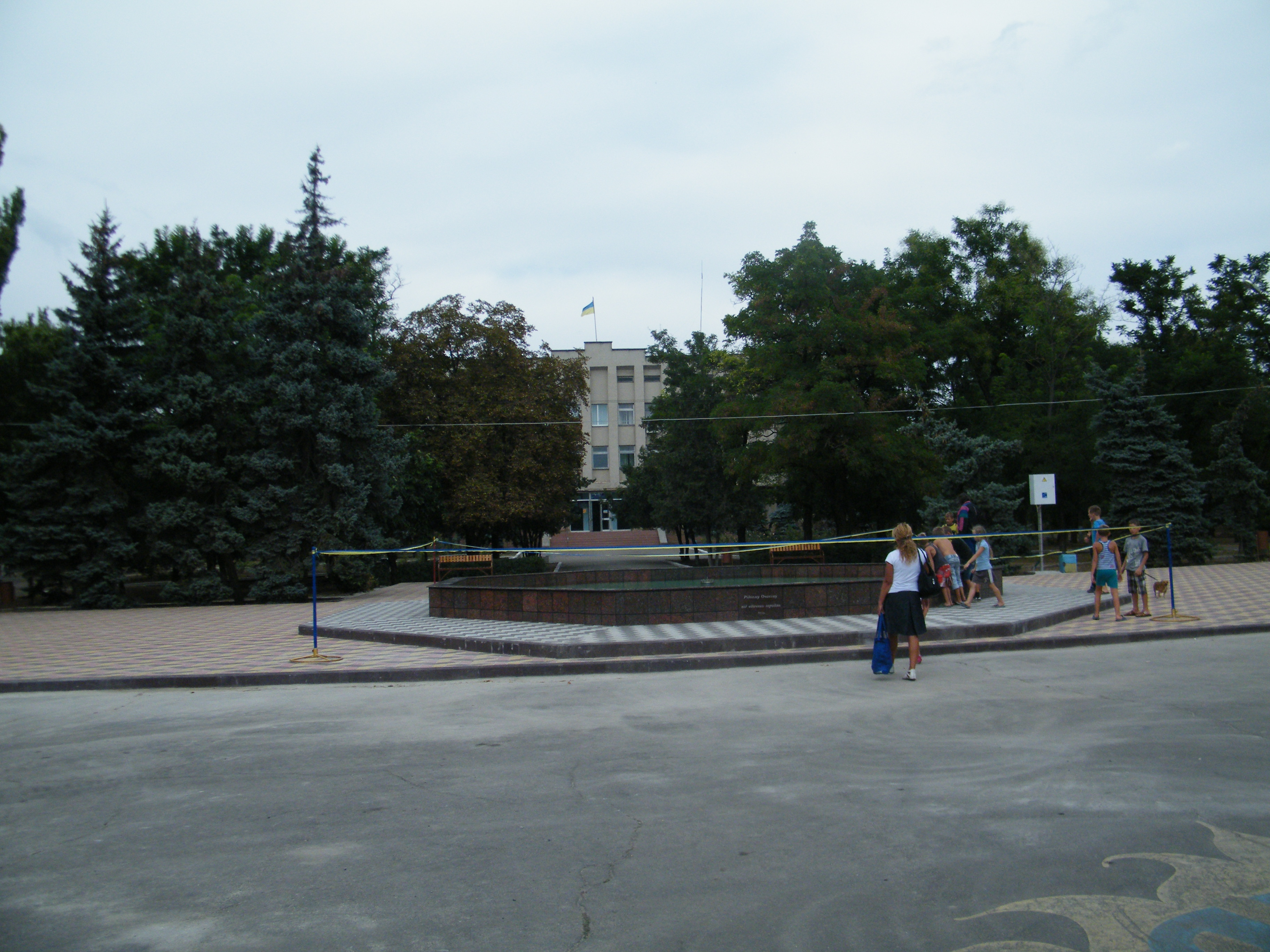
Фонтан на місці колишнього памятника Леніну

Меморіал полеглим українським воїнам (2018)

У місті Очаків на обліку перебуває 10 пам'яток архітектури та 30 пам'яток історії й одна пам'ятка монументального мистецтва.
17 червня 2015 року в Очакові було повалено пам'ятник Леніну (встановлений був у 1969 році). На його місці 23 серпня 2015 року до Дня Державного прапора України відкритий перший у Миколаївській області світловий фонтан.
13 жовтня 2016 року по вулиці О. Зінченка під патронатом А. Лучки, військовослужбовців Очаківського військового гарнізону за кошти волонтерів та небайдужих мешканців міста Очакова відкритий меморіальний комплекс на честь полеглих воїнів АТО (автор монументу — Сергій Коршун, вартість робіт склала приблизно 277 000 грн).

## Музеї

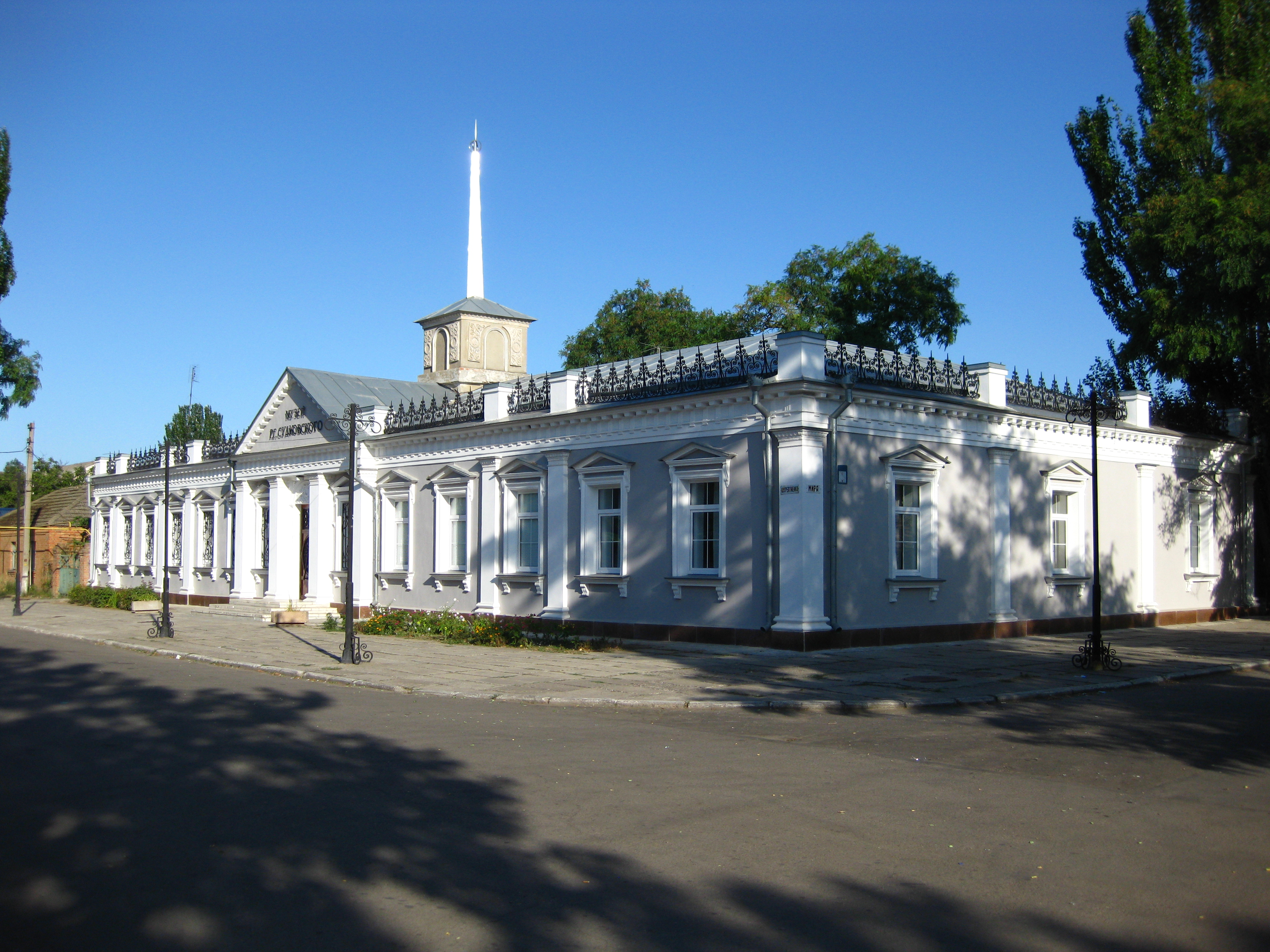
Музей мариністичного живопису імені Судковського

- Очаківський військово-історичний музей
- Музей мариністичного живопису імені Р. Г. Судковського (філія Миколаївського обласного художнього музею імені В. Верещагіна)
- Кімната-музей імені Петра Шмідта (у колишньому Палаці піонерів)

## Заповідники
- За 28 км на схід від Очакова розташований Національний історико-археологічний заповідник «Ольвія», створений на місці стародавнього міста-держави Ольвії.
- За 32 км південніше міста — ландшафтний парк «Тендрівська Коса», де мешкає єдиний у Європі[джерело?] табун диких коней — чорних мустангів. За 12 км — ландшафтний парк Кінбурнська коса з унікальною флорою й фауною піщаної коси.
- У морі на захід від міста за 13 км розташований острів Березань — частина історико-археологічного заповідника НАН України «Ольвія».

## Особистості

### Уродженці міста
- Антошин Олексій Миколайович — підполковник, учасник російсько-української війни
- Бош Євгенія Богданівна (1879—1925) — радянська державна й партійна діячка;
- Губриченко Михайло Михайлович (1991—2015) — солдат Збройних сил України, учасник російсько-української війни.
- Ждаха Амвросій Андрійович (1855—1927) — український художник
- Люц Андрій Анатолійович (1999—2023) — солдат Збройних сил України; учасник російсько-української війни.
- Мазніченко Вадим Олександрович (* 1985) — солдат Збройних сил України; учасник російсько-української війни. Призер Ігор Нескорених-2023.
- Потьомкін Геннадій Федорович (1923—1943) — Герой Радянського Союзу;
- Сивушенко Олег Федорович (1954) — український воєначальник, генерал-майор.
- Смирнов Григорій Якович (1913—1990) — Герой Радянського Союзу;
- Судковський Руфін Гаврилович (1850—1885) — український художник-мариніст.
- Тимчук Леонід Миколайович (нар. 1935) — український громадський діяч, правозахисник, дисидент.

### Мешкали
- Грачов Олексій Георгійович (1977—2014) — український військовик, полковник, кавалер Ордену Богдана Хмельницького II і III ст.
- Брати Капранови (1967—н.д.) — відомі українські письменники, видавці, публіцисти, громадські діячі, блогери.

### Інше
- Карл-Фрідріх-Ієронім фон Мюнхгаузен — прототип літературного барона Мюнхгаузена, що в 1737 році брав участь у штурмі Очакова.

## Міста-побратими
- Райнфельден, Німеччина
- Долина Гламорган, Велика Британія
- Мускрон, Бельгія
- Путнок, Угорщина
- Фекам, Франція

## Галерея

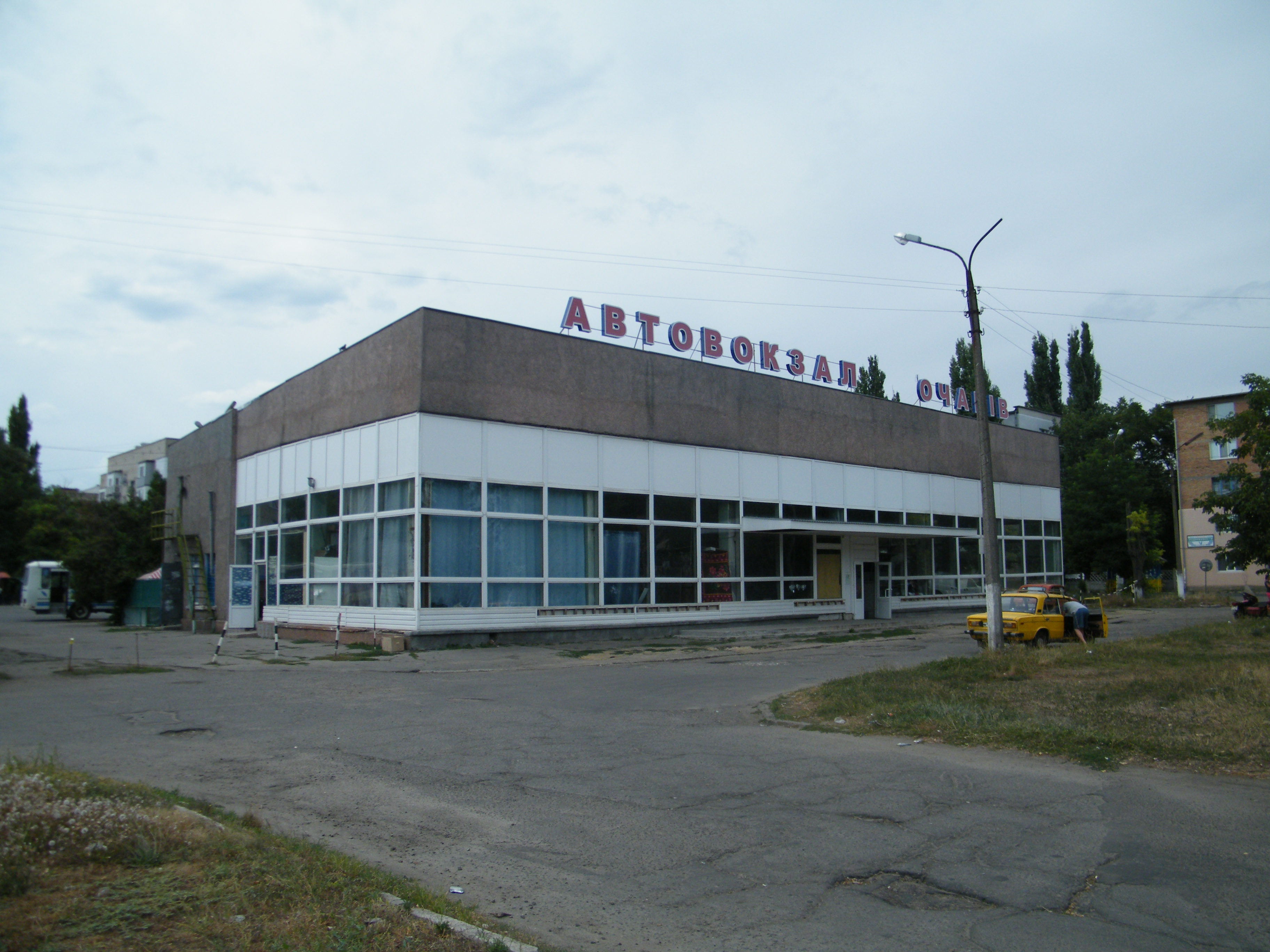
Автовокзал в Очакові
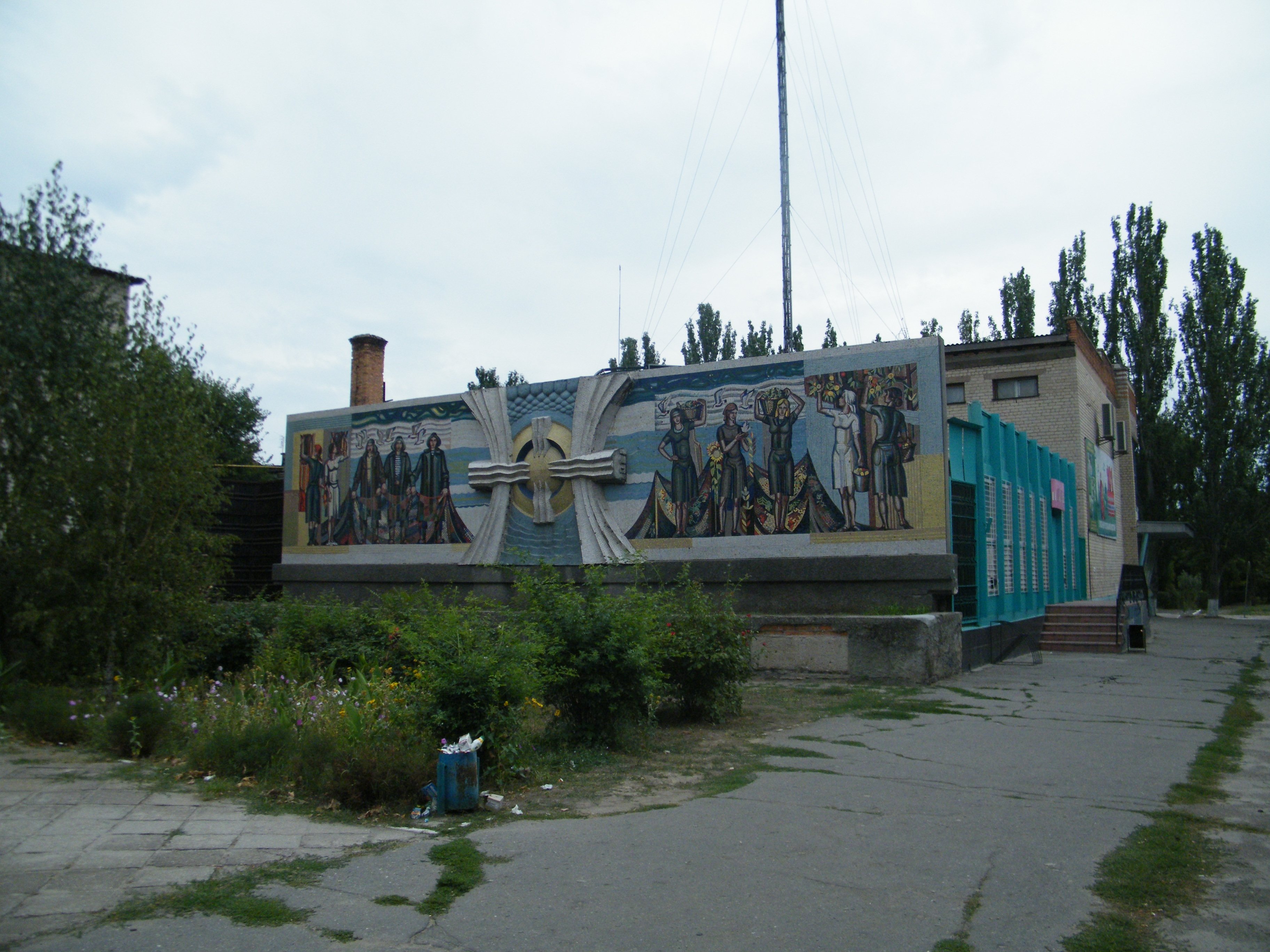
Мозаїчне панно біля районної бібліотеки
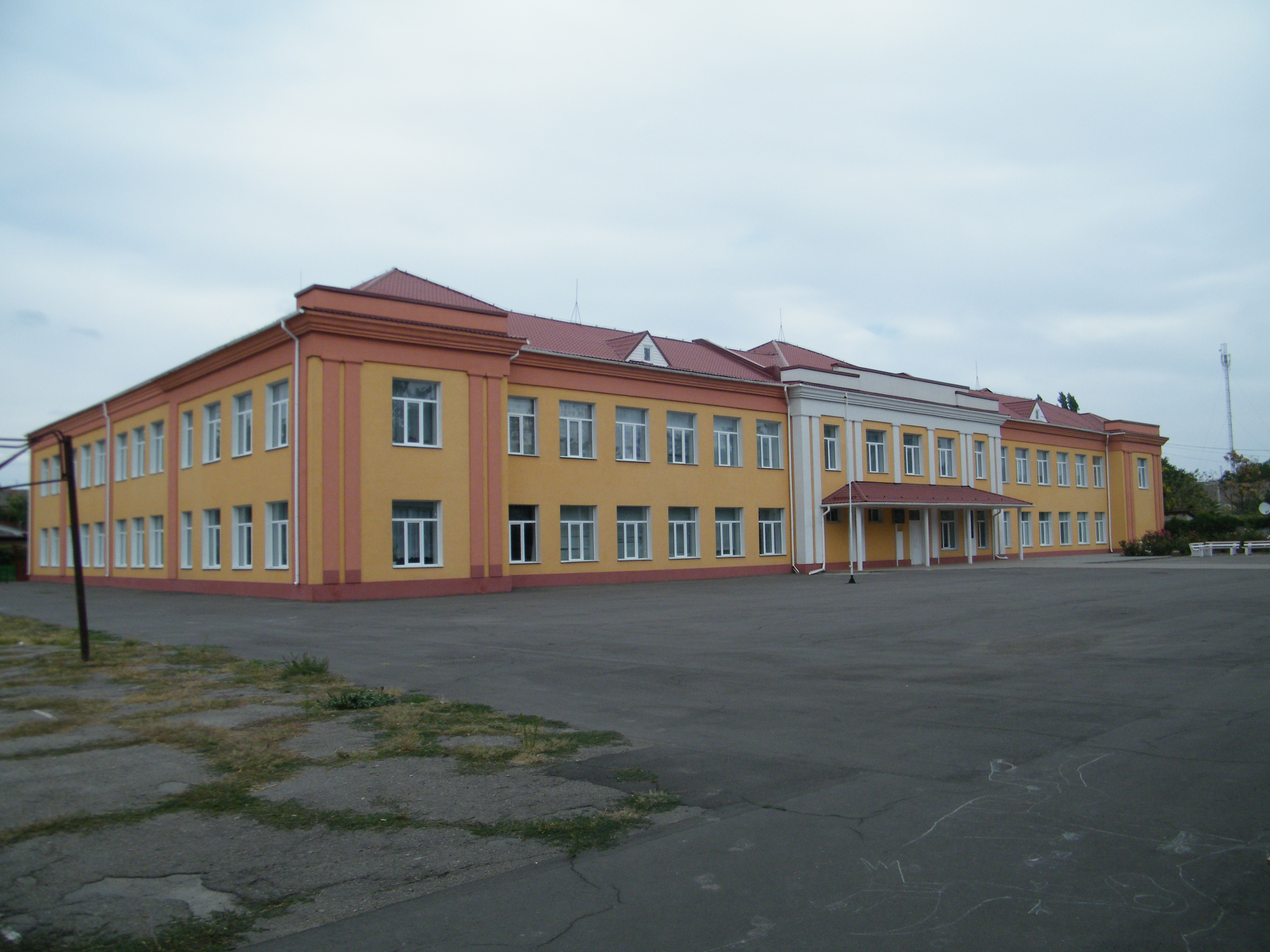
Очаківська загальноосвітня школа № 2 імені П. П. Шмідта
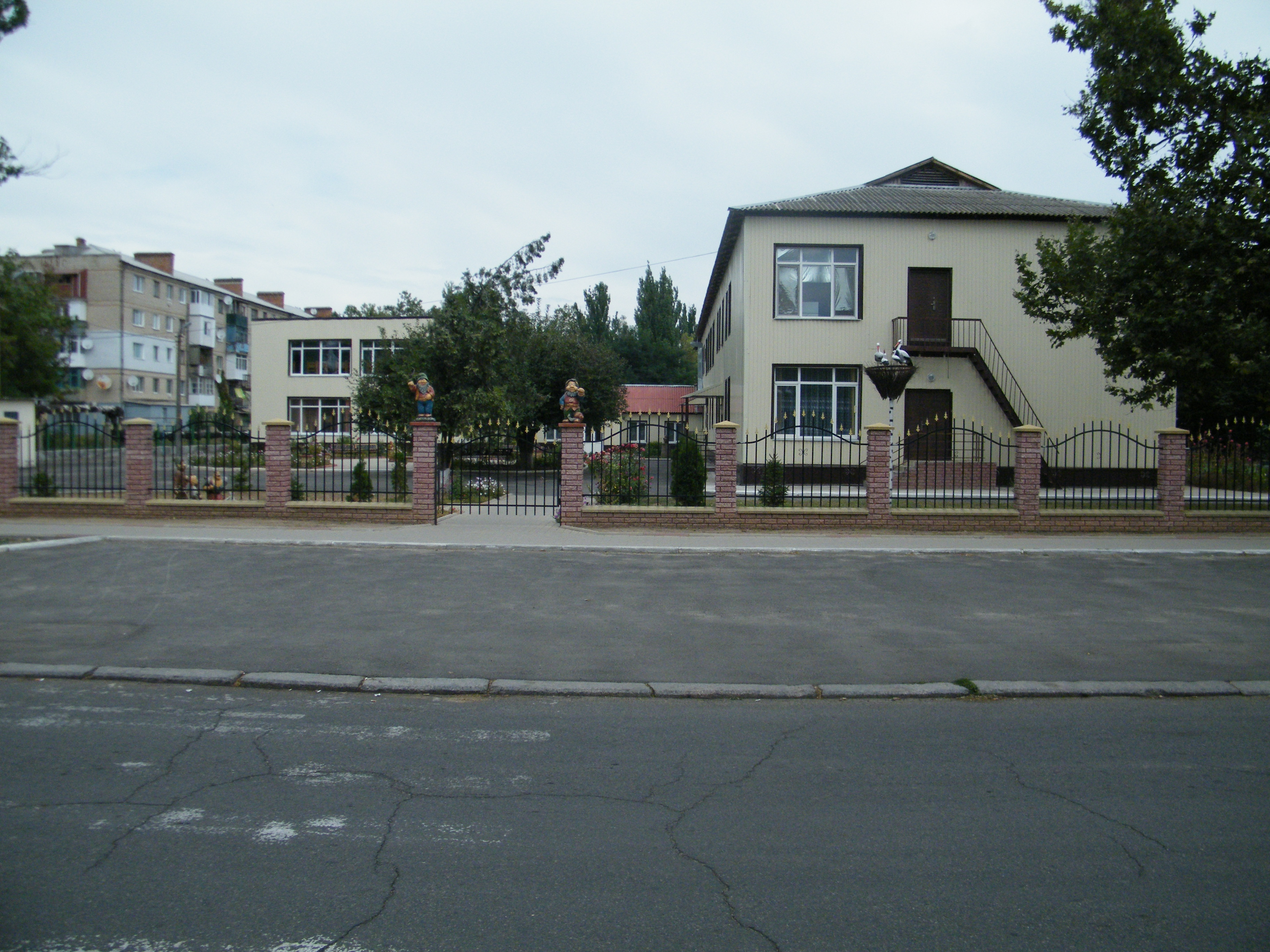
Дитячий садок в Очакові
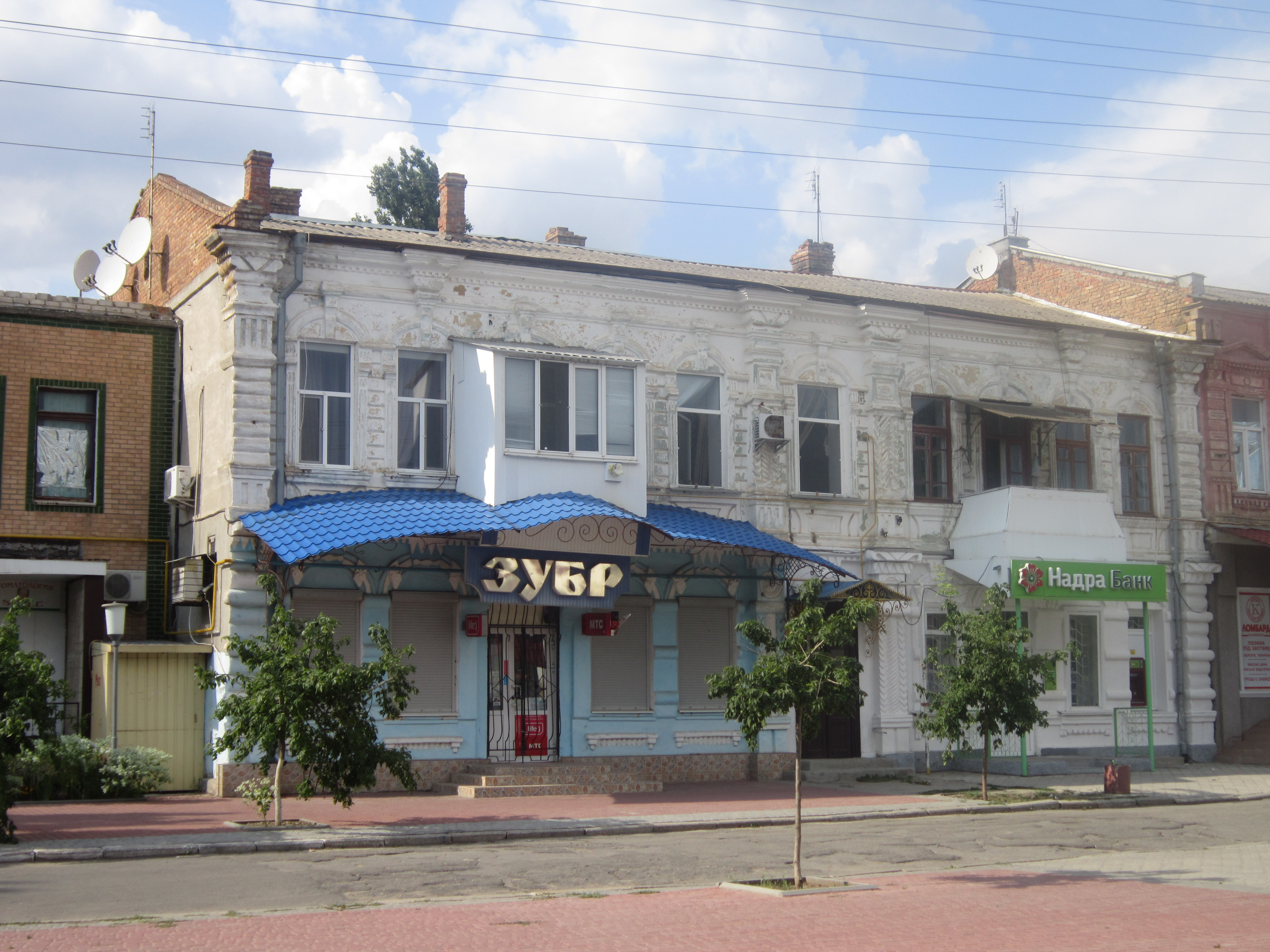
Житловий будинок — пам'ятка культурної спадщини
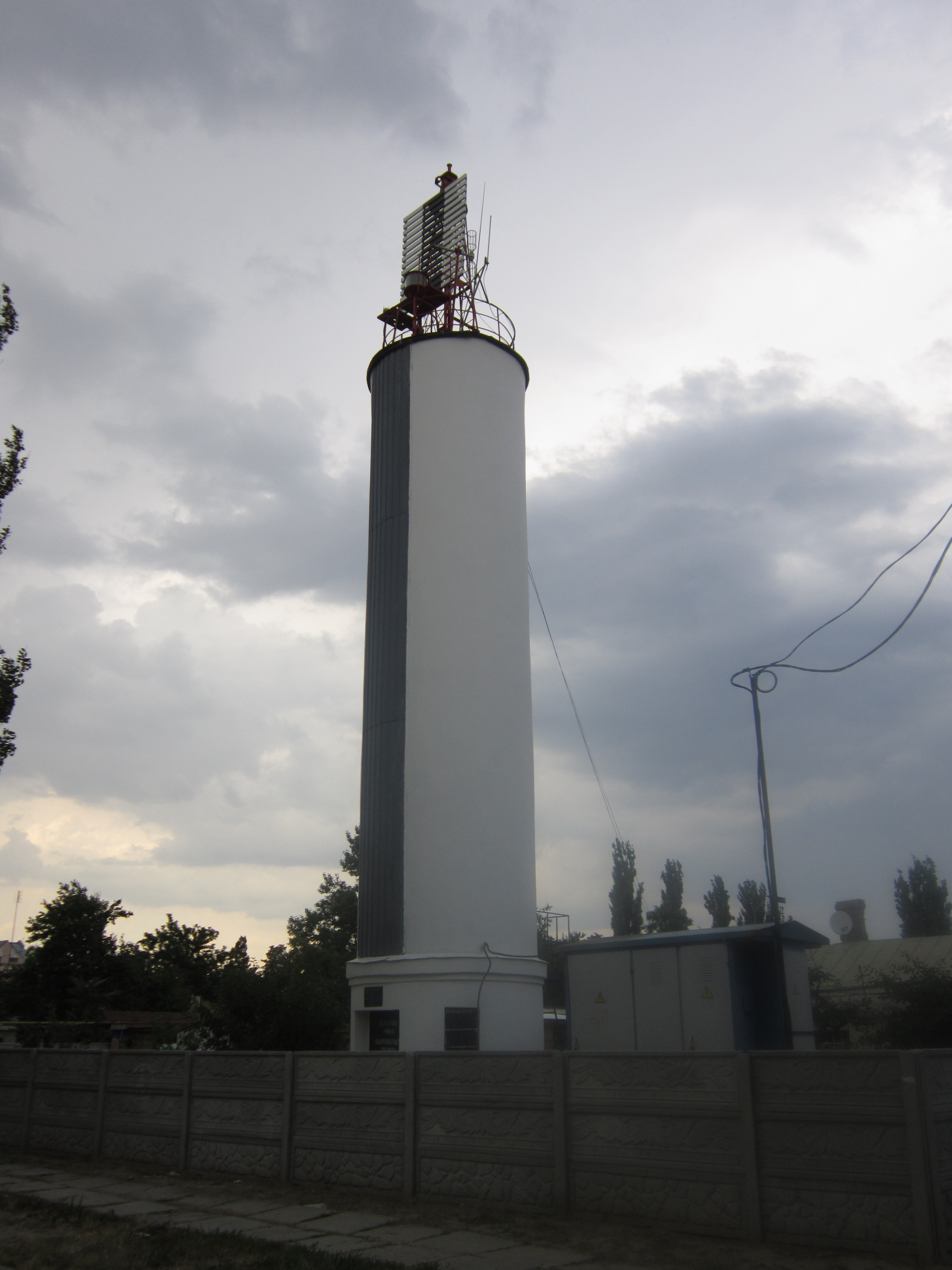
Очаківський маяк
Меморіал українським воїнам із м. Очаків, загиблим під час АТО